# Cidade Mística de Deus
A Cidade Mística de Deus é um livro escrito no século XVII pela freira franciscana Venerável Maria de Jesus de Ágreda.
De acordo com Maria de Agreda, o livro foi, em grande medida, ditado pela bem-aventurada Virgem Maria e centrado na vida da Virgem Maria e o plano divino para a criação e a salvação das almas. O trabalho alterna entre as descrições da Trindade, a Virgem Maria é a vida, e a orientação espiritual que ela proporciona para a autora, por quem as suas palavras foram reproduzidas para o benefício espiritual e o crescimento do leitor. O livro descreve em pormenor as várias virtudes, e como o leitor deve viver para ver refletidas em sua própria vida, com a Virgem Maria como modelo de santidade. O trabalho tem a aprovação de vários Papas e Bispos, e apela principalmente para aqueles que acreditam em revelação privada e a santidade de Maria.
Várias interpretações errôneas de seus escritos levaram à extensão em que a Cidade Mística de Deus foi temporariamente colocada no Index Librorum Prohibitorum da Igreja em agosto de 1681. Por ordem do Beato Inocêncio XI, no entanto, o decreto de condenação foi removido três meses depois, depois que ficou demonstrado que uma tradução francesa defeituosa estava na base da censura. O livro foi posteriormente criticado por jansenistas e galicanos no século XVIII, enquanto a Igreja continuava a defender sua ortodoxia .
Em 1673, Maria de Jesus de Ágreda foi declarada venerável logo após a sua morte, mas o processo de sua beatificação ainda não foi concluída.

## Autora
A Venerável Maria de Jesus de Ágreda (2 de Abril de 1602 — 24 de Maio de 1665), nascida Maria Fernández Coronel y Arana, foi uma religiosa abadessa de Ágreda, cidade situada na província espanhola de Sória, tendo nascido e falecido nessa mesma localidade. Além de monja da Ordem da Imaculada Conceição, foi ainda uma importante escritora mística espanhola.
A Madre Maria de Jesus de Ágreda cedo ganhou fama de santa pelas suas sucessivas penitências e mortificações corporais e foi, inclusive, processada pela Inquisição devido às revelações místicas que afirmava receber da Santíssima Virgem Maria.
Entre os anos de 1643 e 1665 manteve uma continuada troca de correspondência com o Rei Filipe IV, de quem se tornou conselheira para os assuntos de Estado. Em 1627, com apenas 25 anos de idade, foi nomeada abadessa do convento franciscano de Ágreda (fundado pelos seus próprios pais). Nos anos seguintes, alegadamente terá recebido diversas aparições de Nossa Senhora e das quais resultaram as inúmeras revelações que acabou por publicar na sua famosa obra "Cidade Mística de Deus".

## Trecho
"Minha filha, um dos infortúnios, que privar as almas de felicidade, ou pelo menos diminuir, é que eles se contentam em realizar as boas obras, por negligência ou sem fervor, como se eles estavam envolvidos em coisas sem importância ou meramente acidental. Por conta da ignorância e a maldade do coração, alguns deles chegam a uma amizade íntima de Deus, que eles podem alcançar somente por amor fervente. Isso é chamado de fervorosa precisamente por causa de sua semelhança com a água fervente. Porque assim como a água é feita para ferver e espuma pelo fogo, assim a alma, a doce violência da divina conflagração de amor, levanta-se acima de si mesmo e, acima de todas as coisas criadas, bem como acima dos seus próprios atos. No amor, é mais e mais inflamada, e, desse amor brota um inextinguível afeto, o que faz com que a alma despreze e esqueça todas as coisas terrenas, enquanto, ao mesmo tempo, torna-se insatisfeito com todos temporal bondade. E como o coração humano, quando não alcançar o que ele ama muito caro (se que o alcance é possível) é inflamado com cada vez maior desejo de alcançá-lo por outros meios; portanto, a alma amorosa, encontra sempre novas coisas a esforçar-se, depois, para o bem do Amado e todo o serviço vai parecer, mas pouco. Assim, ele vai passar de boa vontade a uma vontade perfeita, e a partir deste para o que vai agradar o Senhor ainda mais, até chegar à mais íntima união com Ele, uma perfeita conformação com a vontade de Deus." (A Cidade Mística de Deus, volume II, 594)

## Controvérsia
O capítulo 3 do Livro 8 afirma o Evangelista Marcos escreveu seu Evangelho em hebraico, enquanto que na Judeia, em seguida, traduzido para o seu Evangelho para o latim, enquanto em Roma, que foi a opinião de vários dos Pais da Igreja que Marcos escreveu seu Evangelho em grego .